# Regierungsbezirk Posen (Wartheland)
Der Regierungsbezirk Posen war von 1939 bis 1940 ein Regierungsbezirk im neuen Reichsgau Posen und von 1940 bis 1945 ein Regierungsbezirk im nun umbenannten Reichsgau Wartheland. Das Gebiet gehört heute zu Polen.

## Lage
Als Sitz der Regierung wurde die Stadt Posen bestimmt. Im Norden grenzte der Regierungsbezirk an Pommern und den Reichsgau Danzig-Westpreußen. Im Osten lagen der Regierungsbezirk Hohensalza sowie der Regierungsbezirk Litzmannstadt. Im Süden und Südwesten grenzte der Bezirk an Niederschlesien, im Westen an Brandenburg.

## Geschichte

### Provinz Posen
Bereits in der preußischen Provinz Posen gab es einen gleichnamigen Regierungsbezirk der von 1815 bis 1919 existierte.

### Reichsgau Wartheland
Nach dem Ende des Zweiten Weltkriegs fiel das Gebiet des Regierungsbezirkes an die Volksrepublik Polen.

## Regierungspräsident
1939–1945: Viktor Böttcher (1880–1946)

## Verwaltungsgliederung

### Stadtkreise
1. Posen

### Landkreise
1. Birnbaum (Wartheland)
2. Gostingen
3. Grätz (Wartheland)
4. Jarotschin
5. Kolmar (Wartheland)
6. Kosten (Wartheland)
7. Krotoschin
8. Lissa (Wartheland)
9. Obornik
10. Posen
11. Rawitsch
12. Samter
13. Scharnikau (Wartheland)
14. Schrimm
15. Schroda
16. Wollstein
17. Wreschen